# Louis Charles Auguste Steinheil

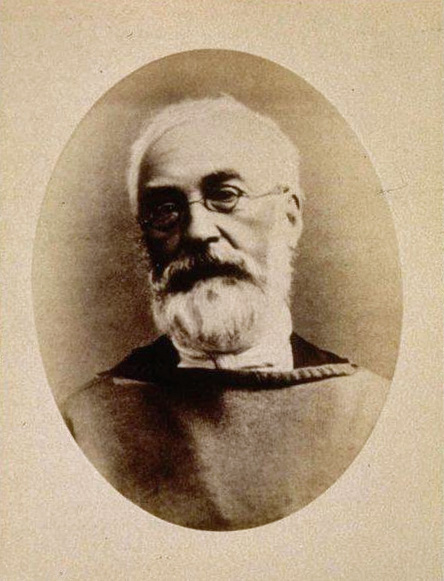
Louis Charles Auguste Steinheil

Louis Charles Auguste Steinheil (* 26. Juli 1814 in Straßburg; † 16. Mai 1885 in Paris) war ein französischer Maler.
Steinheil studierte an der École nationale supérieure des beaux-arts de Paris, ehe er erstmals im Salon de 1836 in Paris ausstellte. Er arbeitete mit Viollet-le-Duc zusammen und nahm an der Restaurierung der Kathedrale Notre-Dame de Paris sowie der Fenster der Sainte-Chapelle in den 1940er und 1950er Jahren teil. Das Ostfenster in der Chorscheitelkapelle der Kathedrale St. Corentin in Quimper trägt seine Signatur: „1868 Paris Peintre Steinheil“. Er hat sich auch als Freskomaler betätigt.